# Love Metal
 (mai 2021).
Si vous disposez d'ouvrages ou d'articles de référence ou si vous connaissez des sites web de qualité traitant du thème abordé ici, merci de compléter l'article en donnant les références utiles à sa vérifiabilité et en les liant à la section « Notes et références ».
Love Metal est le 4e album studio du groupe HIM.
La jaquette de celui-ci représente un Heartagram, symbole du groupe, doré sur fond noir.

## Liste des titres
1. Buried Alive By Love
2. The Funeral Of Hearts
3. Beyond Redemption
4. Sweet Pandemonium
5. Soul On Fire
6. The Sacrement
7. This Fortress of Tears
8. Circle of Fear
9. Endless Dark
10. The Path
11. Love's Requiem (Bonus disponible seulement dans l'édition limitée)